# HR 2562 b
HR 2562 B는 HR 2562라는 항성을 돌고 있는 외계행성이다. 거대한 가스행성으로 지금까지 발견된 행성 중에선 가장 큰 행성이다.

## 특징
HR 2562 B는 갈색왜성에 가까운 행성으로 태양계에서 가장 큰 행성인 목성보다 29배나 큰 슈퍼목성에 속하는 가스행성이다. 지구로부터 약 116광년에 떨어진 곳에 위치하고 있다. 목성의 질량에 29배나 되기에 엄청나게 무거운 행성 중에 하나이며 그러한 발광도는 태양의 광도에 약 2천분의 1이 된다. HR 2562 B의 스펙트럼 타입은 L7±3이다. 그것은 제미니 행성 이미저를 사용하여 2016년에 처음 관찰되었다. NASA Exoplanet Archive에 따르면 약 30개의 질량을 가지고 있다. M이 행성은 현재에 가장 거대한 행성으로 기록되어 있다. HR 2562 b는 모항성의 잔해 원반 내부에 상주하며, 그 궤도는 그것과 동일 평면이다. 원반은 하늘의 평면에서 시선까지 78.0° 기울어져 있으며 중심별에서 38 ± 20 au ~ 187 ± 20 au 범위의 범위에 있다. 현재까지 사람이 발견한 외계행성들 중에서는 우주에서 가장 무거운 행성이기도 한 행성이다.

## 같이 보기
- 천문학
- 은하수
- 가스행성
- 외계행성